# Derde klasse 2010-11 (voetbal België)
Het seizoen 2010/11 van de Belgische Derde Klasse ging van start in de zomer van 2010 en eindigde in het voorjaar van 2011. Daarna werden nog eindrondes voor promotie en degradatie afgewerkt. De Derde Klasse bestond uit twee reeksen, een A-reeks en een B-reeks, die elk 18 clubs tellen.
VC Eendracht Aalst 2002 werd kampioen in Reeks A en R. White Star Woluwe FC in reeks B. Beide ploegen promoveerden samen met SK Sint-Niklaas naar Tweede Klasse.

## Naamswijzigingen
- FC Bleid wijzigde zijn naam in FC Bleid-Gaume.
- FC Nieuwkerken Sint-Niklaas wijzigde zijn naam in SK Sint-Niklaas.
- SC Wielsbeke kreeg de koninklijke titel en werd KSC Wielsbeke.

## Gedegradeerde teams
Deze teams waren gedegradeerd uit Tweede Klasse voor de start van het seizoen:
- RFC Liège (rechtstreeks)
- KSK Ronse (verlies eindronde)

KSK Beveren was in Tweede Klasse als voorlaatste geëindigd en had zo recht op een plaats in de eindronde om degradatie te vermijden. De club kende echter financiële moeilijkheden en besloot af te zien van deze eindronde en direct naar Derde Klasse te degraderen. Bovendien besliste KSK Beveren later om te fusioneren met KV Red Star Waasland, waardoor de club geen A-elftal meer in competitie bracht in Derde Klasse.

## Gepromoveerde teams
Deze teams waren gepromoveerd uit de Vierde Klasse voor de start van het seizoen:
- KFC Izegem (kampioen 4A)
- KSV Bornem (kampioen 4B)
- FC Verbroedering Geel-Meerhout (kampioen 4C)
- R. Entente Bertrigeoise (kampioen 4D)
- K. Olsa Brakel (winst eindronde)
- RJS Heppignies-Lambusart-Fleurus (via eindronde)
- KSC Grimbergen (via eindronde)
- RFC Huy (via eindronde)

Door een aantal fusies en verdwenen clubs in de hogere reeksen waren een paar clubs extra via de eindronde naar Derde Klasse gestegen.

## Promoverende teams
Deze teams promoveerden naar Tweede Klasse op het eind van het seizoen:
- VC Eendracht Aalst 2002 (kampioen 3A)
- R. White Star Woluwe FC (kampioen 3B)
- SK Sint-Niklaas (winst eindronde)

## Degraderende teams
Deze teams degradeerden naar Vierde Klasse op het eind van het seizoen:
- KFC Izegem (rechtstreeks 3A)
- KSC Wielsbeke (rechtstreeks 3A)
- UR Namur (rechtstreeks 3B)
- RFC Liège (rechtstreeks 3B)
- KSK Lombeek-Ternat (eindronde)
- R. Cappellen FC (eindronde)

## Eindstand
| Legende                                |
| -------------------------------------- |
| Kampioen + promotie naar Tweede Klasse |
| Kwalificatie voor promotie-eindronde   |
| Kwalificatie voor degradatie-eindronde |
| Degradatie naar Vierde Klasse          |

### Derde Klasse A
|   |    |                                | P  | W  | G  | V  | +  | -  | DS  | Ptn |
| - | -- | ------------------------------ | -- | -- | -- | -- | -- | -- | --- | --- |
| K | 1  | VC Eendracht Aalst 2002        | 34 | 23 | 5  | 6  | 71 | 29 | 42  | 74  |
| E | 2  | Hoogstraten VV                 | 34 | 18 | 8  | 8  | 73 | 39 | 34  | 62  |
|   | 3  | KMSK Deinze                    | 34 | 17 | 8  | 9  | 62 | 54 | 8   | 59  |
|   | 4  | KVV Coxyde                     | 34 | 17 | 7  | 10 | 70 | 54 | 16  | 58  |
|   | 5  | KFC Dessel Sport               | 34 | 16 | 9  | 9  | 56 | 38 | 18  | 57  |
|   | 6  | KSV Oudenaarde                 | 34 | 16 | 7  | 11 | 57 | 49 | 8   | 55  |
| E | 7  | SK Sint-Niklaas                | 34 | 14 | 12 | 8  | 47 | 36 | 11  | 54  |
| E | 8  | FC Verbroedering Geel-Meerhout | 34 | 16 | 5  | 13 | 51 | 45 | 6   | 53  |
|   | 9  | KSK Ronse                      | 34 | 12 | 9  | 13 | 42 | 39 | 3   | 45  |
|   | 10 | KFC Vigor Wuitens Hamme        | 34 | 11 | 10 | 13 | 40 | 49 | -9  | 43  |
|   | 11 | KSV Temse                      | 34 | 12 | 6  | 16 | 45 | 61 | -16 | 42  |
|   | 12 | Torhout 1992 KM                | 34 | 10 | 12 | 12 | 43 | 57 | -14 | 42  |
|   | 13 | KRC Waregem                    | 34 | 11 | 5  | 18 | 31 | 50 | -19 | 38  |
|   | 14 | K. Olsa Brakel                 | 34 | 10 | 8  | 16 | 53 | 64 | -11 | 38  |
|   | 15 | KSV Bornem                     | 34 | 9  | 10 | 15 | 44 | 48 | -4  | 37  |
| E | 16 | R. Cappellen FC                | 34 | 8  | 11 | 15 | 45 | 51 | -6  | 35  |
| D | 17 | KFC Izegem                     | 34 | 8  | 10 | 16 | 44 | 57 | -13 | 34  |
| D | 18 | KSC Wielsbeke                  | 34 | 4  | 6  | 24 | 31 | 86 | -55 | 18  |

### Derde Klasse B
|   |    |                                         | P  | W  | G  | V  | +  | -  | DS  | Ptn |
| - | -- | --------------------------------------- | -- | -- | -- | -- | -- | -- | --- | --- |
| K | 1  | R. White Star Woluwe FC                 | 34 | 23 | 6  | 5  | 73 | 20 | 53  | 75  |
| E | 2  | R. Excelsior Virton                     | 34 | 20 | 7  | 7  | 64 | 32 | 32  | 67  |
|   | 3  | R. Entente Bertrigeoise                 | 34 | 18 | 8  | 8  | 57 | 43 | 14  | 62  |
| E | 4  | KV Woluwe-Zaventem                      | 34 | 17 | 11 | 6  | 53 | 40 | 13  | 62  |
| E | 5  | R. Union Saint-Gilloise                 | 34 | 17 | 10 | 7  | 60 | 33 | 27  | 61  |
|   | 6  | K. Bocholter VV                         | 34 | 18 | 6  | 10 | 52 | 28 | 24  | 60  |
|   | 7  | URS du Centre                           | 34 | 17 | 7  | 10 | 57 | 43 | 14  | 58  |
|   | 8  | R. Olympic Club de Charleroi-Marchienne | 34 | 15 | 10 | 9  | 57 | 37 | 20  | 55  |
|   | 9  | KSK Hasselt                             | 34 | 13 | 11 | 10 | 55 | 33 | 22  | 50  |
|   | 10 | K. Diegem Sport                         | 34 | 13 | 10 | 11 | 48 | 47 | 1   | 49  |
|   | 11 | RJS Heppignies-Lambusart-Fleurus        | 34 | 9  | 10 | 15 | 34 | 51 | -17 | 37  |
|   | 12 | RFC Huy                                 | 34 | 8  | 13 | 13 | 37 | 50 | -13 | 37  |
|   | 13 | RCS Verviétois                          | 34 | 9  | 6  | 19 | 32 | 56 | -24 | 33  |
|   | 14 | FC Bleid-Gaume                          | 34 | 8  | 8  | 18 | 30 | 69 | -39 | 32  |
|   | 15 | KSC Grimbergen                          | 34 | 7  | 8  | 19 | 36 | 54 | -18 | 29  |
| E | 16 | KSK Lombeek-Ternat                      | 34 | 7  | 7  | 20 | 46 | 79 | -33 | 28  |
| D | 17 | RFC Liège                               | 34 | 4  | 5  | 25 | 33 | 79 | -46 | 17  |
| D | 18 | UR Namur                                | 34 | 7  | 9  | 18 | 30 | 60 | -30 | 15  |

Noot: Op het eind van het seizoen verloor UR Namur, dat 15de was geëindigd, 15 punten. Tijdens de winterperiode was speler Nadir Sbaa getransfereerd van <RFC Liège naar UR Namur. De reglementen lieten echter niet toe dat een speler met een amateurcontract tijdens een seizoen voor twee clubs in dezelfde reeks speelt. KSK Lombeek-Ternat diende klacht in en kreeg gelijk van de Belgische Voetbalbond. Door het puntenverlies kwam UR Namur op een rechtstreekse degradatieplaats, was KSC Grimbergen gered en mocht KSK Lombeek-Ternat naar de degradatie-eindronde in plaats van direct te degraderen.

## Periodekampioenen

### Derde Klasse A
- Eerste periode: VC Eendracht Aalst 2002, 26 punten
- Tweede periode: KMSK Deinze, 26 punten
- Derde periode: KMSK Deinze, 26 punten

Ondanks de periodetitels kreeg KMSK Deinze in het voorjaar van 2011 geen licentie voor Tweede Klasse en de club nam niet deel aan de eindrondes.

### Derde Klasse B
- Eerste periode: R. Excelsior Virton, 27 punten
- Tweede periode: R. White Star Woluwe FC, 29 punten
- Derde periode: R. White Star Woluwe FC, 26 punten

## Eindronde

### Promotie-eindronde

#### Gekwalificeerde ploegen
De eindronde wordt betwist door zes derdeklassers en het in Tweede Klasse als derde laatst geëindigde KV Turnhout. In Derde Klasse A werden echter maar vier licenties voor Tweede Klasse, toegekend, namelijk die voor kampioen VC Eendracht Aalst 2002 en Hoogstraten VV, SK Sint-Niklaas en FC Verbroedering Geel-Meerhout. Deze laatste drie clubs werden bijgevolg de eindrondedeelnemers uit Derde Klasse A. In Derde Klasse B vond R. Entente Bertrigeoise dat het niet klaar was voor Tweede Klasse. Daarom had ook R. Entente Bertrigeoise geen licentie aangevraagd en nam het niet deel aan de eindronde, ondanks een derde plaats. In de plaats nam R. Union Saint-Gilloise deel, samen met KV Woluwe-Zaventem en R. Excelsior Virton.

#### Eerste ronde
Op de eerste speeldag traden de zes derdeklassers aan, die aan elkaar gepaard werden. De drie winnaars van elk duel gingen door.
| # | Datum      | Uur   | Heenwedstrijden                                      | Uitslag |        |
| - | ---------- | ----- | ---------------------------------------------------- | ------- | ------ |
| 1 | 12/05/2011 | 20:00 | R. Union Saint-Gilloise - KV Woluwe-Zaventem         | 2-1     |        |
| 2 | 12/05/2011 | 19:00 | R. Excelsior Virton - FC Verbroedering Geel-Meerhout | 1-2     |        |
| 3 | 12/05/2011 | 19:30 | Hoogstraten VV - SK Sint-Niklaas                     | 2-2     |        |
|   |            |       | Terugwedstrijden                                     | Uitslag | Totaal |
| 4 | 15/05/2011 | 16:00 | KV Woluwe-Zaventem - R. Union Saint-Gilloise         | 4-1     | 5-3    |
| 5 | 15/05/2011 | 16:00 | FC Verbroedering Geel-Meerhout - R. Excelsior Virton | 0-3     | 2-4    |
| 6 | 15/05/2011 | 16:00 | SK Sint-Niklaas - Hoogstraten VV                     | 3-2     | 5-4    |

#### Tweede speeldag
Naast de drie winnaars van de eerste ronde nam ook tweedeklasser KV Turnhout deel aan de tweede ronde.
| #  | Datum      | Uur   | Heenwedstrijden                          | Uitslag    |        |
| -- | ---------- | ----- | ---------------------------------------- | ---------- | ------ |
| 7  | 19/05/2011 | 19:00 | KV Woluwe-Zaventem - R. Excelsior Virton | 1-0        |        |
| 8  | 19/05/2011 | 19:30 | KV Turnhout - SK Sint-Niklaas            | 1-2        |        |
|    |            |       | Terugwedstrijden                         | Uitslag    | Totaal |
| 9  | 22/05/2011 | 16:00 | R. Excelsior Virton - KV Woluwe-Zaventem | 1-3        | 1-4    |
| 10 | 22/05/2011 | 17:00 | SK Sint-Niklaas - KV Turnhout            | 3-3 (n.v.) | 5-4    |

#### Derde speeldag
De twee winnaars uit de tweede ronde spelen een heen- en terugwedstrijd. De winnaar van dit duel promoveert naar Tweede Klasse.
| #  | Datum      | Uur   | Heenwedstrijd                        | Uitslag |        |
| -- | ---------- | ----- | ------------------------------------ | ------- | ------ |
| 11 | 29/05/2011 | 16:00 | KV Woluwe-Zaventem - SK Sint-Niklaas | 0-1     |        |
|    |            |       | Terugwedstrijd                       | Uitslag | Totaal |
| 12 | 05/06/2011 | 16:00 | SK Sint-Niklaas - KV Woluwe-Zaventem | 1-1     | 2-1    |

SK Sint-Niklaas promoveert naar Tweede Klasse.
Eventueel zou nog een wedstrijd gespeeld zijn tussen de verliezers van de wedstrijden 9 en 10, voor het geval er een bijkomende plaats in Tweede Klasse mocht vrijkomen. KV Turnhout gaf echter forfait.
| # | Datum      | Uur   | Heenwedstrijd                     | Uitslag   |
| - | ---------- | ----- | --------------------------------- | --------- |
|   | 28/05/2011 | 20:00 | KV Turnhout - R. Excelsior Virton | 0-5 (ff.) |

### Degradatie-eindronde
De twee teams die 16de eindigden, R. Cappellen FC en KSK Lombeek-Ternat, speelden een eindronde met een aantal vierdeklassers en gingen daar van start in de tweede ronde van die eindronde.